# Warmbad

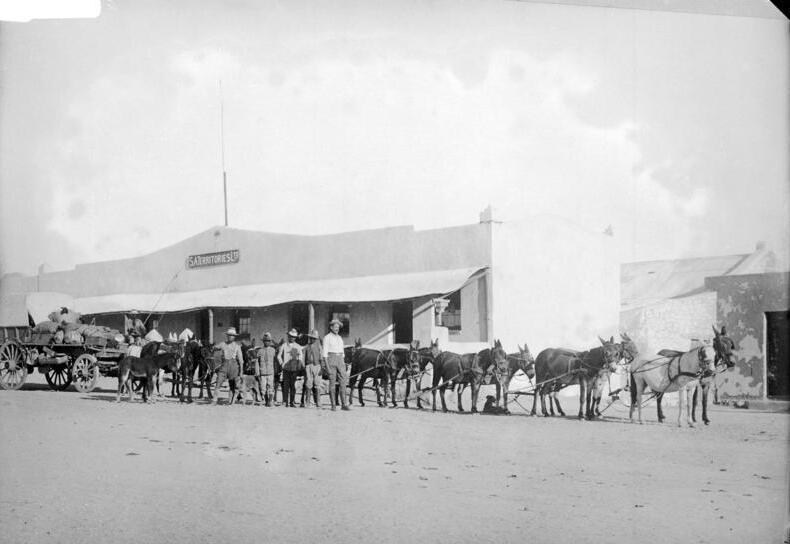
Warmbad Începutul secolului 20 secol

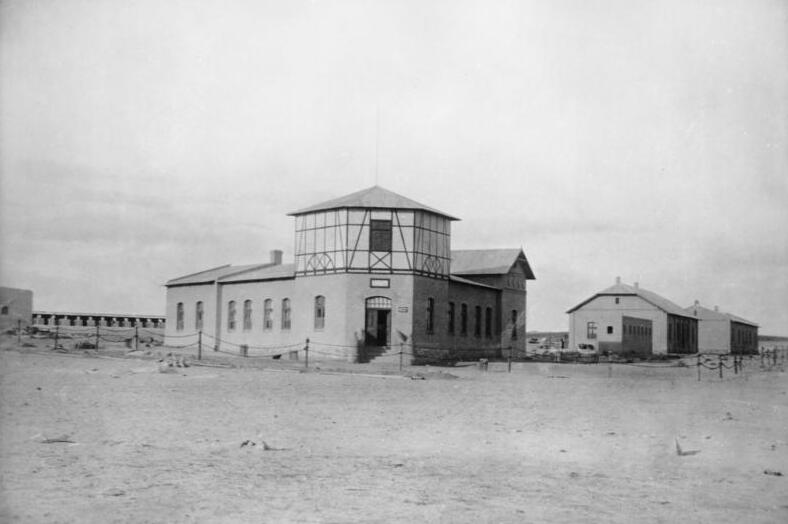
Warmbad, Cazarmă

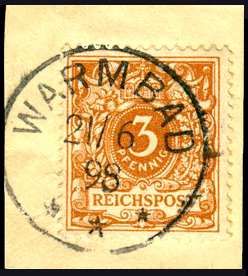
Timbre pentru Germania de Sud Africa de Vest, data poștei Warmbad 1898

Warmbad este un oraș din Namibia.